# Robert Sahlberg
Olof Wilhelm Robert Sahlberg (Stoccolma, 29 marzo 1837 – Stoccolma, 6 luglio 1922) è stato un compositore di scacchi svedese.
Compose problemi diretti in due, tre e più mosse. Il suo maggiore successo fu il primo premio nel concorso problemistico del 5th American Chess Congress (New York, 1880). Il torneo, considerato il campionato degli Stati Uniti, fu vinto da George Mackenzie.
Pubblicò gran parte dei suoi lavori sulle riviste Tidskrift för Schack e Nordiske Skakproblemer. 
Scrisse il libro "Schackgropen" i La Croix's café i bazaren å Norrbro: några gamla minnen ur Stockholms forna schacklif (Stoccolma, 1903).

## Problemi d'esempio
|   | a | b | c | d | e | f | g | h |   |
| 8 | a7 re del bianco · d7 torre del bianco · g7 alfiere del bianco · e6 torre del bianco · h6 torre del nero · c5 cavallo del nero · f5 re del nero · b4 donna del bianco · d3 pedone del bianco · f3 cavallo del bianco · h3 cavallo del bianco · c2 alfiere del bianco · e2 cavallo del nero | a7 re del bianco · d7 torre del bianco · g7 alfiere del bianco · e6 torre del bianco · h6 torre del nero · c5 cavallo del nero · f5 re del nero · b4 donna del bianco · d3 pedone del bianco · f3 cavallo del bianco · h3 cavallo del bianco · c2 alfiere del bianco · e2 cavallo del nero | a7 re del bianco · d7 torre del bianco · g7 alfiere del bianco · e6 torre del bianco · h6 torre del nero · c5 cavallo del nero · f5 re del nero · b4 donna del bianco · d3 pedone del bianco · f3 cavallo del bianco · h3 cavallo del bianco · c2 alfiere del bianco · e2 cavallo del nero | a7 re del bianco · d7 torre del bianco · g7 alfiere del bianco · e6 torre del bianco · h6 torre del nero · c5 cavallo del nero · f5 re del nero · b4 donna del bianco · d3 pedone del bianco · f3 cavallo del bianco · h3 cavallo del bianco · c2 alfiere del bianco · e2 cavallo del nero | a7 re del bianco · d7 torre del bianco · g7 alfiere del bianco · e6 torre del bianco · h6 torre del nero · c5 cavallo del nero · f5 re del nero · b4 donna del bianco · d3 pedone del bianco · f3 cavallo del bianco · h3 cavallo del bianco · c2 alfiere del bianco · e2 cavallo del nero | a7 re del bianco · d7 torre del bianco · g7 alfiere del bianco · e6 torre del bianco · h6 torre del nero · c5 cavallo del nero · f5 re del nero · b4 donna del bianco · d3 pedone del bianco · f3 cavallo del bianco · h3 cavallo del bianco · c2 alfiere del bianco · e2 cavallo del nero | a7 re del bianco · d7 torre del bianco · g7 alfiere del bianco · e6 torre del bianco · h6 torre del nero · c5 cavallo del nero · f5 re del nero · b4 donna del bianco · d3 pedone del bianco · f3 cavallo del bianco · h3 cavallo del bianco · c2 alfiere del bianco · e2 cavallo del nero | a7 re del bianco · d7 torre del bianco · g7 alfiere del bianco · e6 torre del bianco · h6 torre del nero · c5 cavallo del nero · f5 re del nero · b4 donna del bianco · d3 pedone del bianco · f3 cavallo del bianco · h3 cavallo del bianco · c2 alfiere del bianco · e2 cavallo del nero | 8 |
| 7 | a7 re del bianco · d7 torre del bianco · g7 alfiere del bianco · e6 torre del bianco · h6 torre del nero · c5 cavallo del nero · f5 re del nero · b4 donna del bianco · d3 pedone del bianco · f3 cavallo del bianco · h3 cavallo del bianco · c2 alfiere del bianco · e2 cavallo del nero | a7 re del bianco · d7 torre del bianco · g7 alfiere del bianco · e6 torre del bianco · h6 torre del nero · c5 cavallo del nero · f5 re del nero · b4 donna del bianco · d3 pedone del bianco · f3 cavallo del bianco · h3 cavallo del bianco · c2 alfiere del bianco · e2 cavallo del nero | a7 re del bianco · d7 torre del bianco · g7 alfiere del bianco · e6 torre del bianco · h6 torre del nero · c5 cavallo del nero · f5 re del nero · b4 donna del bianco · d3 pedone del bianco · f3 cavallo del bianco · h3 cavallo del bianco · c2 alfiere del bianco · e2 cavallo del nero | a7 re del bianco · d7 torre del bianco · g7 alfiere del bianco · e6 torre del bianco · h6 torre del nero · c5 cavallo del nero · f5 re del nero · b4 donna del bianco · d3 pedone del bianco · f3 cavallo del bianco · h3 cavallo del bianco · c2 alfiere del bianco · e2 cavallo del nero | a7 re del bianco · d7 torre del bianco · g7 alfiere del bianco · e6 torre del bianco · h6 torre del nero · c5 cavallo del nero · f5 re del nero · b4 donna del bianco · d3 pedone del bianco · f3 cavallo del bianco · h3 cavallo del bianco · c2 alfiere del bianco · e2 cavallo del nero | a7 re del bianco · d7 torre del bianco · g7 alfiere del bianco · e6 torre del bianco · h6 torre del nero · c5 cavallo del nero · f5 re del nero · b4 donna del bianco · d3 pedone del bianco · f3 cavallo del bianco · h3 cavallo del bianco · c2 alfiere del bianco · e2 cavallo del nero | a7 re del bianco · d7 torre del bianco · g7 alfiere del bianco · e6 torre del bianco · h6 torre del nero · c5 cavallo del nero · f5 re del nero · b4 donna del bianco · d3 pedone del bianco · f3 cavallo del bianco · h3 cavallo del bianco · c2 alfiere del bianco · e2 cavallo del nero | a7 re del bianco · d7 torre del bianco · g7 alfiere del bianco · e6 torre del bianco · h6 torre del nero · c5 cavallo del nero · f5 re del nero · b4 donna del bianco · d3 pedone del bianco · f3 cavallo del bianco · h3 cavallo del bianco · c2 alfiere del bianco · e2 cavallo del nero | 7 |
| 6 | a7 re del bianco · d7 torre del bianco · g7 alfiere del bianco · e6 torre del bianco · h6 torre del nero · c5 cavallo del nero · f5 re del nero · b4 donna del bianco · d3 pedone del bianco · f3 cavallo del bianco · h3 cavallo del bianco · c2 alfiere del bianco · e2 cavallo del nero | a7 re del bianco · d7 torre del bianco · g7 alfiere del bianco · e6 torre del bianco · h6 torre del nero · c5 cavallo del nero · f5 re del nero · b4 donna del bianco · d3 pedone del bianco · f3 cavallo del bianco · h3 cavallo del bianco · c2 alfiere del bianco · e2 cavallo del nero | a7 re del bianco · d7 torre del bianco · g7 alfiere del bianco · e6 torre del bianco · h6 torre del nero · c5 cavallo del nero · f5 re del nero · b4 donna del bianco · d3 pedone del bianco · f3 cavallo del bianco · h3 cavallo del bianco · c2 alfiere del bianco · e2 cavallo del nero | a7 re del bianco · d7 torre del bianco · g7 alfiere del bianco · e6 torre del bianco · h6 torre del nero · c5 cavallo del nero · f5 re del nero · b4 donna del bianco · d3 pedone del bianco · f3 cavallo del bianco · h3 cavallo del bianco · c2 alfiere del bianco · e2 cavallo del nero | a7 re del bianco · d7 torre del bianco · g7 alfiere del bianco · e6 torre del bianco · h6 torre del nero · c5 cavallo del nero · f5 re del nero · b4 donna del bianco · d3 pedone del bianco · f3 cavallo del bianco · h3 cavallo del bianco · c2 alfiere del bianco · e2 cavallo del nero | a7 re del bianco · d7 torre del bianco · g7 alfiere del bianco · e6 torre del bianco · h6 torre del nero · c5 cavallo del nero · f5 re del nero · b4 donna del bianco · d3 pedone del bianco · f3 cavallo del bianco · h3 cavallo del bianco · c2 alfiere del bianco · e2 cavallo del nero | a7 re del bianco · d7 torre del bianco · g7 alfiere del bianco · e6 torre del bianco · h6 torre del nero · c5 cavallo del nero · f5 re del nero · b4 donna del bianco · d3 pedone del bianco · f3 cavallo del bianco · h3 cavallo del bianco · c2 alfiere del bianco · e2 cavallo del nero | a7 re del bianco · d7 torre del bianco · g7 alfiere del bianco · e6 torre del bianco · h6 torre del nero · c5 cavallo del nero · f5 re del nero · b4 donna del bianco · d3 pedone del bianco · f3 cavallo del bianco · h3 cavallo del bianco · c2 alfiere del bianco · e2 cavallo del nero | 6 |
| 5 | a7 re del bianco · d7 torre del bianco · g7 alfiere del bianco · e6 torre del bianco · h6 torre del nero · c5 cavallo del nero · f5 re del nero · b4 donna del bianco · d3 pedone del bianco · f3 cavallo del bianco · h3 cavallo del bianco · c2 alfiere del bianco · e2 cavallo del nero | a7 re del bianco · d7 torre del bianco · g7 alfiere del bianco · e6 torre del bianco · h6 torre del nero · c5 cavallo del nero · f5 re del nero · b4 donna del bianco · d3 pedone del bianco · f3 cavallo del bianco · h3 cavallo del bianco · c2 alfiere del bianco · e2 cavallo del nero | a7 re del bianco · d7 torre del bianco · g7 alfiere del bianco · e6 torre del bianco · h6 torre del nero · c5 cavallo del nero · f5 re del nero · b4 donna del bianco · d3 pedone del bianco · f3 cavallo del bianco · h3 cavallo del bianco · c2 alfiere del bianco · e2 cavallo del nero | a7 re del bianco · d7 torre del bianco · g7 alfiere del bianco · e6 torre del bianco · h6 torre del nero · c5 cavallo del nero · f5 re del nero · b4 donna del bianco · d3 pedone del bianco · f3 cavallo del bianco · h3 cavallo del bianco · c2 alfiere del bianco · e2 cavallo del nero | a7 re del bianco · d7 torre del bianco · g7 alfiere del bianco · e6 torre del bianco · h6 torre del nero · c5 cavallo del nero · f5 re del nero · b4 donna del bianco · d3 pedone del bianco · f3 cavallo del bianco · h3 cavallo del bianco · c2 alfiere del bianco · e2 cavallo del nero | a7 re del bianco · d7 torre del bianco · g7 alfiere del bianco · e6 torre del bianco · h6 torre del nero · c5 cavallo del nero · f5 re del nero · b4 donna del bianco · d3 pedone del bianco · f3 cavallo del bianco · h3 cavallo del bianco · c2 alfiere del bianco · e2 cavallo del nero | a7 re del bianco · d7 torre del bianco · g7 alfiere del bianco · e6 torre del bianco · h6 torre del nero · c5 cavallo del nero · f5 re del nero · b4 donna del bianco · d3 pedone del bianco · f3 cavallo del bianco · h3 cavallo del bianco · c2 alfiere del bianco · e2 cavallo del nero | a7 re del bianco · d7 torre del bianco · g7 alfiere del bianco · e6 torre del bianco · h6 torre del nero · c5 cavallo del nero · f5 re del nero · b4 donna del bianco · d3 pedone del bianco · f3 cavallo del bianco · h3 cavallo del bianco · c2 alfiere del bianco · e2 cavallo del nero | 5 |
| 4 | a7 re del bianco · d7 torre del bianco · g7 alfiere del bianco · e6 torre del bianco · h6 torre del nero · c5 cavallo del nero · f5 re del nero · b4 donna del bianco · d3 pedone del bianco · f3 cavallo del bianco · h3 cavallo del bianco · c2 alfiere del bianco · e2 cavallo del nero | a7 re del bianco · d7 torre del bianco · g7 alfiere del bianco · e6 torre del bianco · h6 torre del nero · c5 cavallo del nero · f5 re del nero · b4 donna del bianco · d3 pedone del bianco · f3 cavallo del bianco · h3 cavallo del bianco · c2 alfiere del bianco · e2 cavallo del nero | a7 re del bianco · d7 torre del bianco · g7 alfiere del bianco · e6 torre del bianco · h6 torre del nero · c5 cavallo del nero · f5 re del nero · b4 donna del bianco · d3 pedone del bianco · f3 cavallo del bianco · h3 cavallo del bianco · c2 alfiere del bianco · e2 cavallo del nero | a7 re del bianco · d7 torre del bianco · g7 alfiere del bianco · e6 torre del bianco · h6 torre del nero · c5 cavallo del nero · f5 re del nero · b4 donna del bianco · d3 pedone del bianco · f3 cavallo del bianco · h3 cavallo del bianco · c2 alfiere del bianco · e2 cavallo del nero | a7 re del bianco · d7 torre del bianco · g7 alfiere del bianco · e6 torre del bianco · h6 torre del nero · c5 cavallo del nero · f5 re del nero · b4 donna del bianco · d3 pedone del bianco · f3 cavallo del bianco · h3 cavallo del bianco · c2 alfiere del bianco · e2 cavallo del nero | a7 re del bianco · d7 torre del bianco · g7 alfiere del bianco · e6 torre del bianco · h6 torre del nero · c5 cavallo del nero · f5 re del nero · b4 donna del bianco · d3 pedone del bianco · f3 cavallo del bianco · h3 cavallo del bianco · c2 alfiere del bianco · e2 cavallo del nero | a7 re del bianco · d7 torre del bianco · g7 alfiere del bianco · e6 torre del bianco · h6 torre del nero · c5 cavallo del nero · f5 re del nero · b4 donna del bianco · d3 pedone del bianco · f3 cavallo del bianco · h3 cavallo del bianco · c2 alfiere del bianco · e2 cavallo del nero | a7 re del bianco · d7 torre del bianco · g7 alfiere del bianco · e6 torre del bianco · h6 torre del nero · c5 cavallo del nero · f5 re del nero · b4 donna del bianco · d3 pedone del bianco · f3 cavallo del bianco · h3 cavallo del bianco · c2 alfiere del bianco · e2 cavallo del nero | 4 |
| 3 | a7 re del bianco · d7 torre del bianco · g7 alfiere del bianco · e6 torre del bianco · h6 torre del nero · c5 cavallo del nero · f5 re del nero · b4 donna del bianco · d3 pedone del bianco · f3 cavallo del bianco · h3 cavallo del bianco · c2 alfiere del bianco · e2 cavallo del nero | a7 re del bianco · d7 torre del bianco · g7 alfiere del bianco · e6 torre del bianco · h6 torre del nero · c5 cavallo del nero · f5 re del nero · b4 donna del bianco · d3 pedone del bianco · f3 cavallo del bianco · h3 cavallo del bianco · c2 alfiere del bianco · e2 cavallo del nero | a7 re del bianco · d7 torre del bianco · g7 alfiere del bianco · e6 torre del bianco · h6 torre del nero · c5 cavallo del nero · f5 re del nero · b4 donna del bianco · d3 pedone del bianco · f3 cavallo del bianco · h3 cavallo del bianco · c2 alfiere del bianco · e2 cavallo del nero | a7 re del bianco · d7 torre del bianco · g7 alfiere del bianco · e6 torre del bianco · h6 torre del nero · c5 cavallo del nero · f5 re del nero · b4 donna del bianco · d3 pedone del bianco · f3 cavallo del bianco · h3 cavallo del bianco · c2 alfiere del bianco · e2 cavallo del nero | a7 re del bianco · d7 torre del bianco · g7 alfiere del bianco · e6 torre del bianco · h6 torre del nero · c5 cavallo del nero · f5 re del nero · b4 donna del bianco · d3 pedone del bianco · f3 cavallo del bianco · h3 cavallo del bianco · c2 alfiere del bianco · e2 cavallo del nero | a7 re del bianco · d7 torre del bianco · g7 alfiere del bianco · e6 torre del bianco · h6 torre del nero · c5 cavallo del nero · f5 re del nero · b4 donna del bianco · d3 pedone del bianco · f3 cavallo del bianco · h3 cavallo del bianco · c2 alfiere del bianco · e2 cavallo del nero | a7 re del bianco · d7 torre del bianco · g7 alfiere del bianco · e6 torre del bianco · h6 torre del nero · c5 cavallo del nero · f5 re del nero · b4 donna del bianco · d3 pedone del bianco · f3 cavallo del bianco · h3 cavallo del bianco · c2 alfiere del bianco · e2 cavallo del nero | a7 re del bianco · d7 torre del bianco · g7 alfiere del bianco · e6 torre del bianco · h6 torre del nero · c5 cavallo del nero · f5 re del nero · b4 donna del bianco · d3 pedone del bianco · f3 cavallo del bianco · h3 cavallo del bianco · c2 alfiere del bianco · e2 cavallo del nero | 3 |
| 2 | a7 re del bianco · d7 torre del bianco · g7 alfiere del bianco · e6 torre del bianco · h6 torre del nero · c5 cavallo del nero · f5 re del nero · b4 donna del bianco · d3 pedone del bianco · f3 cavallo del bianco · h3 cavallo del bianco · c2 alfiere del bianco · e2 cavallo del nero | a7 re del bianco · d7 torre del bianco · g7 alfiere del bianco · e6 torre del bianco · h6 torre del nero · c5 cavallo del nero · f5 re del nero · b4 donna del bianco · d3 pedone del bianco · f3 cavallo del bianco · h3 cavallo del bianco · c2 alfiere del bianco · e2 cavallo del nero | a7 re del bianco · d7 torre del bianco · g7 alfiere del bianco · e6 torre del bianco · h6 torre del nero · c5 cavallo del nero · f5 re del nero · b4 donna del bianco · d3 pedone del bianco · f3 cavallo del bianco · h3 cavallo del bianco · c2 alfiere del bianco · e2 cavallo del nero | a7 re del bianco · d7 torre del bianco · g7 alfiere del bianco · e6 torre del bianco · h6 torre del nero · c5 cavallo del nero · f5 re del nero · b4 donna del bianco · d3 pedone del bianco · f3 cavallo del bianco · h3 cavallo del bianco · c2 alfiere del bianco · e2 cavallo del nero | a7 re del bianco · d7 torre del bianco · g7 alfiere del bianco · e6 torre del bianco · h6 torre del nero · c5 cavallo del nero · f5 re del nero · b4 donna del bianco · d3 pedone del bianco · f3 cavallo del bianco · h3 cavallo del bianco · c2 alfiere del bianco · e2 cavallo del nero | a7 re del bianco · d7 torre del bianco · g7 alfiere del bianco · e6 torre del bianco · h6 torre del nero · c5 cavallo del nero · f5 re del nero · b4 donna del bianco · d3 pedone del bianco · f3 cavallo del bianco · h3 cavallo del bianco · c2 alfiere del bianco · e2 cavallo del nero | a7 re del bianco · d7 torre del bianco · g7 alfiere del bianco · e6 torre del bianco · h6 torre del nero · c5 cavallo del nero · f5 re del nero · b4 donna del bianco · d3 pedone del bianco · f3 cavallo del bianco · h3 cavallo del bianco · c2 alfiere del bianco · e2 cavallo del nero | a7 re del bianco · d7 torre del bianco · g7 alfiere del bianco · e6 torre del bianco · h6 torre del nero · c5 cavallo del nero · f5 re del nero · b4 donna del bianco · d3 pedone del bianco · f3 cavallo del bianco · h3 cavallo del bianco · c2 alfiere del bianco · e2 cavallo del nero | 2 |
| 1 | a7 re del bianco · d7 torre del bianco · g7 alfiere del bianco · e6 torre del bianco · h6 torre del nero · c5 cavallo del nero · f5 re del nero · b4 donna del bianco · d3 pedone del bianco · f3 cavallo del bianco · h3 cavallo del bianco · c2 alfiere del bianco · e2 cavallo del nero | a7 re del bianco · d7 torre del bianco · g7 alfiere del bianco · e6 torre del bianco · h6 torre del nero · c5 cavallo del nero · f5 re del nero · b4 donna del bianco · d3 pedone del bianco · f3 cavallo del bianco · h3 cavallo del bianco · c2 alfiere del bianco · e2 cavallo del nero | a7 re del bianco · d7 torre del bianco · g7 alfiere del bianco · e6 torre del bianco · h6 torre del nero · c5 cavallo del nero · f5 re del nero · b4 donna del bianco · d3 pedone del bianco · f3 cavallo del bianco · h3 cavallo del bianco · c2 alfiere del bianco · e2 cavallo del nero | a7 re del bianco · d7 torre del bianco · g7 alfiere del bianco · e6 torre del bianco · h6 torre del nero · c5 cavallo del nero · f5 re del nero · b4 donna del bianco · d3 pedone del bianco · f3 cavallo del bianco · h3 cavallo del bianco · c2 alfiere del bianco · e2 cavallo del nero | a7 re del bianco · d7 torre del bianco · g7 alfiere del bianco · e6 torre del bianco · h6 torre del nero · c5 cavallo del nero · f5 re del nero · b4 donna del bianco · d3 pedone del bianco · f3 cavallo del bianco · h3 cavallo del bianco · c2 alfiere del bianco · e2 cavallo del nero | a7 re del bianco · d7 torre del bianco · g7 alfiere del bianco · e6 torre del bianco · h6 torre del nero · c5 cavallo del nero · f5 re del nero · b4 donna del bianco · d3 pedone del bianco · f3 cavallo del bianco · h3 cavallo del bianco · c2 alfiere del bianco · e2 cavallo del nero | a7 re del bianco · d7 torre del bianco · g7 alfiere del bianco · e6 torre del bianco · h6 torre del nero · c5 cavallo del nero · f5 re del nero · b4 donna del bianco · d3 pedone del bianco · f3 cavallo del bianco · h3 cavallo del bianco · c2 alfiere del bianco · e2 cavallo del nero | a7 re del bianco · d7 torre del bianco · g7 alfiere del bianco · e6 torre del bianco · h6 torre del nero · c5 cavallo del nero · f5 re del nero · b4 donna del bianco · d3 pedone del bianco · f3 cavallo del bianco · h3 cavallo del bianco · c2 alfiere del bianco · e2 cavallo del nero | 1 |
|   | a | b | c | d | e | f | g | h |   |

Soluzione:
1. Ab3?  Cd4! – 1. Tdd6?  Cd4!
Chiave: 1. Ad1 !   zugzwang

1... Rxe6  2.Qg4#

1... Cd ∼  2. Cd4#

1... Cc ∼  2. De4#

1... T ∼  2. Tf6#

1... Tg6 2. Te5#

|   | a | b | c | d | e | f | g | h |   |
| 8 | f8 alfiere del bianco · h8 re del bianco · c6 cavallo del bianco · d6 pedone del nero · f6 pedone del nero · a5 pedone del nero · f5 pedone del bianco · h5 cavallo del nero · c4 pedone del nero · d4 torre del bianco · f4 pedone del nero · g4 cavallo del bianco · c3 re del nero · h3 cavallo del nero · a2 pedone del bianco · b2 pedone del nero · b1 alfiere del bianco | f8 alfiere del bianco · h8 re del bianco · c6 cavallo del bianco · d6 pedone del nero · f6 pedone del nero · a5 pedone del nero · f5 pedone del bianco · h5 cavallo del nero · c4 pedone del nero · d4 torre del bianco · f4 pedone del nero · g4 cavallo del bianco · c3 re del nero · h3 cavallo del nero · a2 pedone del bianco · b2 pedone del nero · b1 alfiere del bianco | f8 alfiere del bianco · h8 re del bianco · c6 cavallo del bianco · d6 pedone del nero · f6 pedone del nero · a5 pedone del nero · f5 pedone del bianco · h5 cavallo del nero · c4 pedone del nero · d4 torre del bianco · f4 pedone del nero · g4 cavallo del bianco · c3 re del nero · h3 cavallo del nero · a2 pedone del bianco · b2 pedone del nero · b1 alfiere del bianco | f8 alfiere del bianco · h8 re del bianco · c6 cavallo del bianco · d6 pedone del nero · f6 pedone del nero · a5 pedone del nero · f5 pedone del bianco · h5 cavallo del nero · c4 pedone del nero · d4 torre del bianco · f4 pedone del nero · g4 cavallo del bianco · c3 re del nero · h3 cavallo del nero · a2 pedone del bianco · b2 pedone del nero · b1 alfiere del bianco | f8 alfiere del bianco · h8 re del bianco · c6 cavallo del bianco · d6 pedone del nero · f6 pedone del nero · a5 pedone del nero · f5 pedone del bianco · h5 cavallo del nero · c4 pedone del nero · d4 torre del bianco · f4 pedone del nero · g4 cavallo del bianco · c3 re del nero · h3 cavallo del nero · a2 pedone del bianco · b2 pedone del nero · b1 alfiere del bianco | f8 alfiere del bianco · h8 re del bianco · c6 cavallo del bianco · d6 pedone del nero · f6 pedone del nero · a5 pedone del nero · f5 pedone del bianco · h5 cavallo del nero · c4 pedone del nero · d4 torre del bianco · f4 pedone del nero · g4 cavallo del bianco · c3 re del nero · h3 cavallo del nero · a2 pedone del bianco · b2 pedone del nero · b1 alfiere del bianco | f8 alfiere del bianco · h8 re del bianco · c6 cavallo del bianco · d6 pedone del nero · f6 pedone del nero · a5 pedone del nero · f5 pedone del bianco · h5 cavallo del nero · c4 pedone del nero · d4 torre del bianco · f4 pedone del nero · g4 cavallo del bianco · c3 re del nero · h3 cavallo del nero · a2 pedone del bianco · b2 pedone del nero · b1 alfiere del bianco | f8 alfiere del bianco · h8 re del bianco · c6 cavallo del bianco · d6 pedone del nero · f6 pedone del nero · a5 pedone del nero · f5 pedone del bianco · h5 cavallo del nero · c4 pedone del nero · d4 torre del bianco · f4 pedone del nero · g4 cavallo del bianco · c3 re del nero · h3 cavallo del nero · a2 pedone del bianco · b2 pedone del nero · b1 alfiere del bianco | 8 |
| 7 | f8 alfiere del bianco · h8 re del bianco · c6 cavallo del bianco · d6 pedone del nero · f6 pedone del nero · a5 pedone del nero · f5 pedone del bianco · h5 cavallo del nero · c4 pedone del nero · d4 torre del bianco · f4 pedone del nero · g4 cavallo del bianco · c3 re del nero · h3 cavallo del nero · a2 pedone del bianco · b2 pedone del nero · b1 alfiere del bianco | f8 alfiere del bianco · h8 re del bianco · c6 cavallo del bianco · d6 pedone del nero · f6 pedone del nero · a5 pedone del nero · f5 pedone del bianco · h5 cavallo del nero · c4 pedone del nero · d4 torre del bianco · f4 pedone del nero · g4 cavallo del bianco · c3 re del nero · h3 cavallo del nero · a2 pedone del bianco · b2 pedone del nero · b1 alfiere del bianco | f8 alfiere del bianco · h8 re del bianco · c6 cavallo del bianco · d6 pedone del nero · f6 pedone del nero · a5 pedone del nero · f5 pedone del bianco · h5 cavallo del nero · c4 pedone del nero · d4 torre del bianco · f4 pedone del nero · g4 cavallo del bianco · c3 re del nero · h3 cavallo del nero · a2 pedone del bianco · b2 pedone del nero · b1 alfiere del bianco | f8 alfiere del bianco · h8 re del bianco · c6 cavallo del bianco · d6 pedone del nero · f6 pedone del nero · a5 pedone del nero · f5 pedone del bianco · h5 cavallo del nero · c4 pedone del nero · d4 torre del bianco · f4 pedone del nero · g4 cavallo del bianco · c3 re del nero · h3 cavallo del nero · a2 pedone del bianco · b2 pedone del nero · b1 alfiere del bianco | f8 alfiere del bianco · h8 re del bianco · c6 cavallo del bianco · d6 pedone del nero · f6 pedone del nero · a5 pedone del nero · f5 pedone del bianco · h5 cavallo del nero · c4 pedone del nero · d4 torre del bianco · f4 pedone del nero · g4 cavallo del bianco · c3 re del nero · h3 cavallo del nero · a2 pedone del bianco · b2 pedone del nero · b1 alfiere del bianco | f8 alfiere del bianco · h8 re del bianco · c6 cavallo del bianco · d6 pedone del nero · f6 pedone del nero · a5 pedone del nero · f5 pedone del bianco · h5 cavallo del nero · c4 pedone del nero · d4 torre del bianco · f4 pedone del nero · g4 cavallo del bianco · c3 re del nero · h3 cavallo del nero · a2 pedone del bianco · b2 pedone del nero · b1 alfiere del bianco | f8 alfiere del bianco · h8 re del bianco · c6 cavallo del bianco · d6 pedone del nero · f6 pedone del nero · a5 pedone del nero · f5 pedone del bianco · h5 cavallo del nero · c4 pedone del nero · d4 torre del bianco · f4 pedone del nero · g4 cavallo del bianco · c3 re del nero · h3 cavallo del nero · a2 pedone del bianco · b2 pedone del nero · b1 alfiere del bianco | f8 alfiere del bianco · h8 re del bianco · c6 cavallo del bianco · d6 pedone del nero · f6 pedone del nero · a5 pedone del nero · f5 pedone del bianco · h5 cavallo del nero · c4 pedone del nero · d4 torre del bianco · f4 pedone del nero · g4 cavallo del bianco · c3 re del nero · h3 cavallo del nero · a2 pedone del bianco · b2 pedone del nero · b1 alfiere del bianco | 7 |
| 6 | f8 alfiere del bianco · h8 re del bianco · c6 cavallo del bianco · d6 pedone del nero · f6 pedone del nero · a5 pedone del nero · f5 pedone del bianco · h5 cavallo del nero · c4 pedone del nero · d4 torre del bianco · f4 pedone del nero · g4 cavallo del bianco · c3 re del nero · h3 cavallo del nero · a2 pedone del bianco · b2 pedone del nero · b1 alfiere del bianco | f8 alfiere del bianco · h8 re del bianco · c6 cavallo del bianco · d6 pedone del nero · f6 pedone del nero · a5 pedone del nero · f5 pedone del bianco · h5 cavallo del nero · c4 pedone del nero · d4 torre del bianco · f4 pedone del nero · g4 cavallo del bianco · c3 re del nero · h3 cavallo del nero · a2 pedone del bianco · b2 pedone del nero · b1 alfiere del bianco | f8 alfiere del bianco · h8 re del bianco · c6 cavallo del bianco · d6 pedone del nero · f6 pedone del nero · a5 pedone del nero · f5 pedone del bianco · h5 cavallo del nero · c4 pedone del nero · d4 torre del bianco · f4 pedone del nero · g4 cavallo del bianco · c3 re del nero · h3 cavallo del nero · a2 pedone del bianco · b2 pedone del nero · b1 alfiere del bianco | f8 alfiere del bianco · h8 re del bianco · c6 cavallo del bianco · d6 pedone del nero · f6 pedone del nero · a5 pedone del nero · f5 pedone del bianco · h5 cavallo del nero · c4 pedone del nero · d4 torre del bianco · f4 pedone del nero · g4 cavallo del bianco · c3 re del nero · h3 cavallo del nero · a2 pedone del bianco · b2 pedone del nero · b1 alfiere del bianco | f8 alfiere del bianco · h8 re del bianco · c6 cavallo del bianco · d6 pedone del nero · f6 pedone del nero · a5 pedone del nero · f5 pedone del bianco · h5 cavallo del nero · c4 pedone del nero · d4 torre del bianco · f4 pedone del nero · g4 cavallo del bianco · c3 re del nero · h3 cavallo del nero · a2 pedone del bianco · b2 pedone del nero · b1 alfiere del bianco | f8 alfiere del bianco · h8 re del bianco · c6 cavallo del bianco · d6 pedone del nero · f6 pedone del nero · a5 pedone del nero · f5 pedone del bianco · h5 cavallo del nero · c4 pedone del nero · d4 torre del bianco · f4 pedone del nero · g4 cavallo del bianco · c3 re del nero · h3 cavallo del nero · a2 pedone del bianco · b2 pedone del nero · b1 alfiere del bianco | f8 alfiere del bianco · h8 re del bianco · c6 cavallo del bianco · d6 pedone del nero · f6 pedone del nero · a5 pedone del nero · f5 pedone del bianco · h5 cavallo del nero · c4 pedone del nero · d4 torre del bianco · f4 pedone del nero · g4 cavallo del bianco · c3 re del nero · h3 cavallo del nero · a2 pedone del bianco · b2 pedone del nero · b1 alfiere del bianco | f8 alfiere del bianco · h8 re del bianco · c6 cavallo del bianco · d6 pedone del nero · f6 pedone del nero · a5 pedone del nero · f5 pedone del bianco · h5 cavallo del nero · c4 pedone del nero · d4 torre del bianco · f4 pedone del nero · g4 cavallo del bianco · c3 re del nero · h3 cavallo del nero · a2 pedone del bianco · b2 pedone del nero · b1 alfiere del bianco | 6 |
| 5 | f8 alfiere del bianco · h8 re del bianco · c6 cavallo del bianco · d6 pedone del nero · f6 pedone del nero · a5 pedone del nero · f5 pedone del bianco · h5 cavallo del nero · c4 pedone del nero · d4 torre del bianco · f4 pedone del nero · g4 cavallo del bianco · c3 re del nero · h3 cavallo del nero · a2 pedone del bianco · b2 pedone del nero · b1 alfiere del bianco | f8 alfiere del bianco · h8 re del bianco · c6 cavallo del bianco · d6 pedone del nero · f6 pedone del nero · a5 pedone del nero · f5 pedone del bianco · h5 cavallo del nero · c4 pedone del nero · d4 torre del bianco · f4 pedone del nero · g4 cavallo del bianco · c3 re del nero · h3 cavallo del nero · a2 pedone del bianco · b2 pedone del nero · b1 alfiere del bianco | f8 alfiere del bianco · h8 re del bianco · c6 cavallo del bianco · d6 pedone del nero · f6 pedone del nero · a5 pedone del nero · f5 pedone del bianco · h5 cavallo del nero · c4 pedone del nero · d4 torre del bianco · f4 pedone del nero · g4 cavallo del bianco · c3 re del nero · h3 cavallo del nero · a2 pedone del bianco · b2 pedone del nero · b1 alfiere del bianco | f8 alfiere del bianco · h8 re del bianco · c6 cavallo del bianco · d6 pedone del nero · f6 pedone del nero · a5 pedone del nero · f5 pedone del bianco · h5 cavallo del nero · c4 pedone del nero · d4 torre del bianco · f4 pedone del nero · g4 cavallo del bianco · c3 re del nero · h3 cavallo del nero · a2 pedone del bianco · b2 pedone del nero · b1 alfiere del bianco | f8 alfiere del bianco · h8 re del bianco · c6 cavallo del bianco · d6 pedone del nero · f6 pedone del nero · a5 pedone del nero · f5 pedone del bianco · h5 cavallo del nero · c4 pedone del nero · d4 torre del bianco · f4 pedone del nero · g4 cavallo del bianco · c3 re del nero · h3 cavallo del nero · a2 pedone del bianco · b2 pedone del nero · b1 alfiere del bianco | f8 alfiere del bianco · h8 re del bianco · c6 cavallo del bianco · d6 pedone del nero · f6 pedone del nero · a5 pedone del nero · f5 pedone del bianco · h5 cavallo del nero · c4 pedone del nero · d4 torre del bianco · f4 pedone del nero · g4 cavallo del bianco · c3 re del nero · h3 cavallo del nero · a2 pedone del bianco · b2 pedone del nero · b1 alfiere del bianco | f8 alfiere del bianco · h8 re del bianco · c6 cavallo del bianco · d6 pedone del nero · f6 pedone del nero · a5 pedone del nero · f5 pedone del bianco · h5 cavallo del nero · c4 pedone del nero · d4 torre del bianco · f4 pedone del nero · g4 cavallo del bianco · c3 re del nero · h3 cavallo del nero · a2 pedone del bianco · b2 pedone del nero · b1 alfiere del bianco | f8 alfiere del bianco · h8 re del bianco · c6 cavallo del bianco · d6 pedone del nero · f6 pedone del nero · a5 pedone del nero · f5 pedone del bianco · h5 cavallo del nero · c4 pedone del nero · d4 torre del bianco · f4 pedone del nero · g4 cavallo del bianco · c3 re del nero · h3 cavallo del nero · a2 pedone del bianco · b2 pedone del nero · b1 alfiere del bianco | 5 |
| 4 | f8 alfiere del bianco · h8 re del bianco · c6 cavallo del bianco · d6 pedone del nero · f6 pedone del nero · a5 pedone del nero · f5 pedone del bianco · h5 cavallo del nero · c4 pedone del nero · d4 torre del bianco · f4 pedone del nero · g4 cavallo del bianco · c3 re del nero · h3 cavallo del nero · a2 pedone del bianco · b2 pedone del nero · b1 alfiere del bianco | f8 alfiere del bianco · h8 re del bianco · c6 cavallo del bianco · d6 pedone del nero · f6 pedone del nero · a5 pedone del nero · f5 pedone del bianco · h5 cavallo del nero · c4 pedone del nero · d4 torre del bianco · f4 pedone del nero · g4 cavallo del bianco · c3 re del nero · h3 cavallo del nero · a2 pedone del bianco · b2 pedone del nero · b1 alfiere del bianco | f8 alfiere del bianco · h8 re del bianco · c6 cavallo del bianco · d6 pedone del nero · f6 pedone del nero · a5 pedone del nero · f5 pedone del bianco · h5 cavallo del nero · c4 pedone del nero · d4 torre del bianco · f4 pedone del nero · g4 cavallo del bianco · c3 re del nero · h3 cavallo del nero · a2 pedone del bianco · b2 pedone del nero · b1 alfiere del bianco | f8 alfiere del bianco · h8 re del bianco · c6 cavallo del bianco · d6 pedone del nero · f6 pedone del nero · a5 pedone del nero · f5 pedone del bianco · h5 cavallo del nero · c4 pedone del nero · d4 torre del bianco · f4 pedone del nero · g4 cavallo del bianco · c3 re del nero · h3 cavallo del nero · a2 pedone del bianco · b2 pedone del nero · b1 alfiere del bianco | f8 alfiere del bianco · h8 re del bianco · c6 cavallo del bianco · d6 pedone del nero · f6 pedone del nero · a5 pedone del nero · f5 pedone del bianco · h5 cavallo del nero · c4 pedone del nero · d4 torre del bianco · f4 pedone del nero · g4 cavallo del bianco · c3 re del nero · h3 cavallo del nero · a2 pedone del bianco · b2 pedone del nero · b1 alfiere del bianco | f8 alfiere del bianco · h8 re del bianco · c6 cavallo del bianco · d6 pedone del nero · f6 pedone del nero · a5 pedone del nero · f5 pedone del bianco · h5 cavallo del nero · c4 pedone del nero · d4 torre del bianco · f4 pedone del nero · g4 cavallo del bianco · c3 re del nero · h3 cavallo del nero · a2 pedone del bianco · b2 pedone del nero · b1 alfiere del bianco | f8 alfiere del bianco · h8 re del bianco · c6 cavallo del bianco · d6 pedone del nero · f6 pedone del nero · a5 pedone del nero · f5 pedone del bianco · h5 cavallo del nero · c4 pedone del nero · d4 torre del bianco · f4 pedone del nero · g4 cavallo del bianco · c3 re del nero · h3 cavallo del nero · a2 pedone del bianco · b2 pedone del nero · b1 alfiere del bianco | f8 alfiere del bianco · h8 re del bianco · c6 cavallo del bianco · d6 pedone del nero · f6 pedone del nero · a5 pedone del nero · f5 pedone del bianco · h5 cavallo del nero · c4 pedone del nero · d4 torre del bianco · f4 pedone del nero · g4 cavallo del bianco · c3 re del nero · h3 cavallo del nero · a2 pedone del bianco · b2 pedone del nero · b1 alfiere del bianco | 4 |
| 3 | f8 alfiere del bianco · h8 re del bianco · c6 cavallo del bianco · d6 pedone del nero · f6 pedone del nero · a5 pedone del nero · f5 pedone del bianco · h5 cavallo del nero · c4 pedone del nero · d4 torre del bianco · f4 pedone del nero · g4 cavallo del bianco · c3 re del nero · h3 cavallo del nero · a2 pedone del bianco · b2 pedone del nero · b1 alfiere del bianco | f8 alfiere del bianco · h8 re del bianco · c6 cavallo del bianco · d6 pedone del nero · f6 pedone del nero · a5 pedone del nero · f5 pedone del bianco · h5 cavallo del nero · c4 pedone del nero · d4 torre del bianco · f4 pedone del nero · g4 cavallo del bianco · c3 re del nero · h3 cavallo del nero · a2 pedone del bianco · b2 pedone del nero · b1 alfiere del bianco | f8 alfiere del bianco · h8 re del bianco · c6 cavallo del bianco · d6 pedone del nero · f6 pedone del nero · a5 pedone del nero · f5 pedone del bianco · h5 cavallo del nero · c4 pedone del nero · d4 torre del bianco · f4 pedone del nero · g4 cavallo del bianco · c3 re del nero · h3 cavallo del nero · a2 pedone del bianco · b2 pedone del nero · b1 alfiere del bianco | f8 alfiere del bianco · h8 re del bianco · c6 cavallo del bianco · d6 pedone del nero · f6 pedone del nero · a5 pedone del nero · f5 pedone del bianco · h5 cavallo del nero · c4 pedone del nero · d4 torre del bianco · f4 pedone del nero · g4 cavallo del bianco · c3 re del nero · h3 cavallo del nero · a2 pedone del bianco · b2 pedone del nero · b1 alfiere del bianco | f8 alfiere del bianco · h8 re del bianco · c6 cavallo del bianco · d6 pedone del nero · f6 pedone del nero · a5 pedone del nero · f5 pedone del bianco · h5 cavallo del nero · c4 pedone del nero · d4 torre del bianco · f4 pedone del nero · g4 cavallo del bianco · c3 re del nero · h3 cavallo del nero · a2 pedone del bianco · b2 pedone del nero · b1 alfiere del bianco | f8 alfiere del bianco · h8 re del bianco · c6 cavallo del bianco · d6 pedone del nero · f6 pedone del nero · a5 pedone del nero · f5 pedone del bianco · h5 cavallo del nero · c4 pedone del nero · d4 torre del bianco · f4 pedone del nero · g4 cavallo del bianco · c3 re del nero · h3 cavallo del nero · a2 pedone del bianco · b2 pedone del nero · b1 alfiere del bianco | f8 alfiere del bianco · h8 re del bianco · c6 cavallo del bianco · d6 pedone del nero · f6 pedone del nero · a5 pedone del nero · f5 pedone del bianco · h5 cavallo del nero · c4 pedone del nero · d4 torre del bianco · f4 pedone del nero · g4 cavallo del bianco · c3 re del nero · h3 cavallo del nero · a2 pedone del bianco · b2 pedone del nero · b1 alfiere del bianco | f8 alfiere del bianco · h8 re del bianco · c6 cavallo del bianco · d6 pedone del nero · f6 pedone del nero · a5 pedone del nero · f5 pedone del bianco · h5 cavallo del nero · c4 pedone del nero · d4 torre del bianco · f4 pedone del nero · g4 cavallo del bianco · c3 re del nero · h3 cavallo del nero · a2 pedone del bianco · b2 pedone del nero · b1 alfiere del bianco | 3 |
| 2 | f8 alfiere del bianco · h8 re del bianco · c6 cavallo del bianco · d6 pedone del nero · f6 pedone del nero · a5 pedone del nero · f5 pedone del bianco · h5 cavallo del nero · c4 pedone del nero · d4 torre del bianco · f4 pedone del nero · g4 cavallo del bianco · c3 re del nero · h3 cavallo del nero · a2 pedone del bianco · b2 pedone del nero · b1 alfiere del bianco | f8 alfiere del bianco · h8 re del bianco · c6 cavallo del bianco · d6 pedone del nero · f6 pedone del nero · a5 pedone del nero · f5 pedone del bianco · h5 cavallo del nero · c4 pedone del nero · d4 torre del bianco · f4 pedone del nero · g4 cavallo del bianco · c3 re del nero · h3 cavallo del nero · a2 pedone del bianco · b2 pedone del nero · b1 alfiere del bianco | f8 alfiere del bianco · h8 re del bianco · c6 cavallo del bianco · d6 pedone del nero · f6 pedone del nero · a5 pedone del nero · f5 pedone del bianco · h5 cavallo del nero · c4 pedone del nero · d4 torre del bianco · f4 pedone del nero · g4 cavallo del bianco · c3 re del nero · h3 cavallo del nero · a2 pedone del bianco · b2 pedone del nero · b1 alfiere del bianco | f8 alfiere del bianco · h8 re del bianco · c6 cavallo del bianco · d6 pedone del nero · f6 pedone del nero · a5 pedone del nero · f5 pedone del bianco · h5 cavallo del nero · c4 pedone del nero · d4 torre del bianco · f4 pedone del nero · g4 cavallo del bianco · c3 re del nero · h3 cavallo del nero · a2 pedone del bianco · b2 pedone del nero · b1 alfiere del bianco | f8 alfiere del bianco · h8 re del bianco · c6 cavallo del bianco · d6 pedone del nero · f6 pedone del nero · a5 pedone del nero · f5 pedone del bianco · h5 cavallo del nero · c4 pedone del nero · d4 torre del bianco · f4 pedone del nero · g4 cavallo del bianco · c3 re del nero · h3 cavallo del nero · a2 pedone del bianco · b2 pedone del nero · b1 alfiere del bianco | f8 alfiere del bianco · h8 re del bianco · c6 cavallo del bianco · d6 pedone del nero · f6 pedone del nero · a5 pedone del nero · f5 pedone del bianco · h5 cavallo del nero · c4 pedone del nero · d4 torre del bianco · f4 pedone del nero · g4 cavallo del bianco · c3 re del nero · h3 cavallo del nero · a2 pedone del bianco · b2 pedone del nero · b1 alfiere del bianco | f8 alfiere del bianco · h8 re del bianco · c6 cavallo del bianco · d6 pedone del nero · f6 pedone del nero · a5 pedone del nero · f5 pedone del bianco · h5 cavallo del nero · c4 pedone del nero · d4 torre del bianco · f4 pedone del nero · g4 cavallo del bianco · c3 re del nero · h3 cavallo del nero · a2 pedone del bianco · b2 pedone del nero · b1 alfiere del bianco | f8 alfiere del bianco · h8 re del bianco · c6 cavallo del bianco · d6 pedone del nero · f6 pedone del nero · a5 pedone del nero · f5 pedone del bianco · h5 cavallo del nero · c4 pedone del nero · d4 torre del bianco · f4 pedone del nero · g4 cavallo del bianco · c3 re del nero · h3 cavallo del nero · a2 pedone del bianco · b2 pedone del nero · b1 alfiere del bianco | 2 |
| 1 | f8 alfiere del bianco · h8 re del bianco · c6 cavallo del bianco · d6 pedone del nero · f6 pedone del nero · a5 pedone del nero · f5 pedone del bianco · h5 cavallo del nero · c4 pedone del nero · d4 torre del bianco · f4 pedone del nero · g4 cavallo del bianco · c3 re del nero · h3 cavallo del nero · a2 pedone del bianco · b2 pedone del nero · b1 alfiere del bianco | f8 alfiere del bianco · h8 re del bianco · c6 cavallo del bianco · d6 pedone del nero · f6 pedone del nero · a5 pedone del nero · f5 pedone del bianco · h5 cavallo del nero · c4 pedone del nero · d4 torre del bianco · f4 pedone del nero · g4 cavallo del bianco · c3 re del nero · h3 cavallo del nero · a2 pedone del bianco · b2 pedone del nero · b1 alfiere del bianco | f8 alfiere del bianco · h8 re del bianco · c6 cavallo del bianco · d6 pedone del nero · f6 pedone del nero · a5 pedone del nero · f5 pedone del bianco · h5 cavallo del nero · c4 pedone del nero · d4 torre del bianco · f4 pedone del nero · g4 cavallo del bianco · c3 re del nero · h3 cavallo del nero · a2 pedone del bianco · b2 pedone del nero · b1 alfiere del bianco | f8 alfiere del bianco · h8 re del bianco · c6 cavallo del bianco · d6 pedone del nero · f6 pedone del nero · a5 pedone del nero · f5 pedone del bianco · h5 cavallo del nero · c4 pedone del nero · d4 torre del bianco · f4 pedone del nero · g4 cavallo del bianco · c3 re del nero · h3 cavallo del nero · a2 pedone del bianco · b2 pedone del nero · b1 alfiere del bianco | f8 alfiere del bianco · h8 re del bianco · c6 cavallo del bianco · d6 pedone del nero · f6 pedone del nero · a5 pedone del nero · f5 pedone del bianco · h5 cavallo del nero · c4 pedone del nero · d4 torre del bianco · f4 pedone del nero · g4 cavallo del bianco · c3 re del nero · h3 cavallo del nero · a2 pedone del bianco · b2 pedone del nero · b1 alfiere del bianco | f8 alfiere del bianco · h8 re del bianco · c6 cavallo del bianco · d6 pedone del nero · f6 pedone del nero · a5 pedone del nero · f5 pedone del bianco · h5 cavallo del nero · c4 pedone del nero · d4 torre del bianco · f4 pedone del nero · g4 cavallo del bianco · c3 re del nero · h3 cavallo del nero · a2 pedone del bianco · b2 pedone del nero · b1 alfiere del bianco | f8 alfiere del bianco · h8 re del bianco · c6 cavallo del bianco · d6 pedone del nero · f6 pedone del nero · a5 pedone del nero · f5 pedone del bianco · h5 cavallo del nero · c4 pedone del nero · d4 torre del bianco · f4 pedone del nero · g4 cavallo del bianco · c3 re del nero · h3 cavallo del nero · a2 pedone del bianco · b2 pedone del nero · b1 alfiere del bianco | f8 alfiere del bianco · h8 re del bianco · c6 cavallo del bianco · d6 pedone del nero · f6 pedone del nero · a5 pedone del nero · f5 pedone del bianco · h5 cavallo del nero · c4 pedone del nero · d4 torre del bianco · f4 pedone del nero · g4 cavallo del bianco · c3 re del nero · h3 cavallo del nero · a2 pedone del bianco · b2 pedone del nero · b1 alfiere del bianco | 1 |
|   | a | b | c | d | e | f | g | h |   |

Soluzione:
1. Rg8 !   zugzwang

1... Cf2  2. Cxf2 Cg3  3. Cd1#

1... f3  2. Ce3 Cf2  3. Cd5#

1... a4  2. Axd6 ∼  3. Ab4#

1... Cg3  2. Cxf6 ∼  3. Cd5#